# Agrypon productor
Agrypon productor là một loài tò vò trong họ Ichneumonidae.